# Уговор из Санта Феа
Уговор из Санта Феа између Кристифора Колумба и Католичких краљева потписан је у Санта Феу (Гранада) 17. априла 1492. Њиме су Колумбу додељене титуле адмирала светског океана, вицекраља, генералног гувернера и дона, као и десетина богатства које стекне на планираном путовању. Документ је сачињен у стандардном облику за Кастиљу 15. века: поједине ставке уговора уређене су у поглавља. Иако ово није формални уговор, он је ипак резултат ранијих преговарања.
Кад је Колумбов предлог у почетку одбијен, Изабела I од Кастиље сазвала је другу скупштину, састављену, између осталих, од морнара, филозофа и астролога, како би се пројект преиспитао. Стручњаци су сматрали апсурдном удаљеност између Шпаније и Индијâ коју је Колумбо израчунао. Монарси су такође почели да сумњају, али група утицајних дворјана уверила их је да ће у случају неуспеха пројекта губитак бити мали, а добит јако велика ако он успе. Међу овим саветницима били су толедски надбискуп Ернандо де Талавера, бележник Луис де Сантанхел и виши дворски службеник Хуан Кабреро. Краљевском секретару Хуану де Коломи наређено је да формулише поглавља. Требало је 3 месеца да се уговор припреми јер су монарси били заузети другим стварима. Запечаћен је у привременом логору у Санта Феу, на периферији опкољене Гранаде.
Оригинална верзија није сачувана. Најстарија сачувана копија налази се у потврдама које је Круна издала у Барселони 1493. Изостављање речи "Азија" навело је неке историчаре да предложе како Колумбо никад није намеравао да иде тамо, већ само да открива нове земље. 2009. године уговор је уврштен у УНЕСКО-в регистар "Памћење света“.